# Keith Gough
Keith Gough (19 de julio de 1969) es un deportista irlandés que compitió en judo. Ganó una medalla de bronce en el Campeonato Europeo de Judo de 1992 en la categoría de –60 kg.
Participó en los Juegos Olímpicos de Barcelona 1992, donde finalizó decimotercero en la categoría de –60 kg.

## Palmarés internacional
| Campeonato Europeo | Campeonato Europeo | Campeonato Europeo | Campeonato Europeo |
| Año                | Lugar              | Medalla            | Categoría          |
| ------------------ | ------------------ | ------------------ | ------------------ |
| 1992               | París (Francia)    | Medalla de bronce  | –60 kg             |